# 原田将史
原田将史（はらだ まさふみ、1977年 - )は、日本の建築家。ニジアーキテクツ一級建築士事務所 代表(谷口真依子と共同）。

## 概要
- パートナーは建築家の谷口真依子。

## 略歴
- 1977年 東京都世田谷区生まれ
- 1996年 東京都立新宿高等学校卒
- 2002年 武蔵野美術大学造形学部建築学科卒
- 2002-2012年 手塚貴晴+手塚由比／手塚建築研究所 勤務
- 2012年 独立
- 2014年 Niji Architects一級建築士事務所 設立（谷口真依子と共同）
- 2018年 日本建築設計学会「ARCHITECTS OF THE YEAR 2018」受賞（鷹番の長屋）
- 2019年 ARCASIA（アジア建築家評議会）主催

「ARCHITECTURE ASIA AWARDS FOR EMERGING ARCHITECTS　2019」受賞（扉の家）

## 主な作品
- 2013年 牛窓の食堂 (岡山県)
- 2014年 LGS HOUSE #01/ボーダーの家（東京都）
- 2014年 鷹番の長屋（東京都）
- 2015年 窓のフィットネスクラブ / OG Wellness Field 青山（東京都）
- 2016年 窓のオフィス / オージー技研埼玉支店（埼玉県）
- 2016年 連箱の家（神奈川県）
- 2017年 扉の家（東京都）
- 2022年 東京都立新宿高等学校 館山寮（千葉県）
- 2022年 段の家（東京都）
- 2022年 段庭の家（東京都）